# Alcides Paio
Alcides Paio (Marília, 5 de outubro de 1935 - Ji-Paraná, 7 de janeiro de 2023) foi um agropecuarista e político brasileiro que foi senador por Rondônia.

## Dados biográficos
Filho de José Paio e Duzolina Pinotti Paio. Agropecuarista e radialista, mudou-se do interior paulista rumo ao Paraná. Estabelecido em Goioerê, elegeu-se vereador nesta cidade em 1972 e a seguir foi presidente da Câmara Municipal. Superintendente da Rádio Goioerê e proprietário do jornal Folha do Vale do Piqueri, chegou a Ji-Paraná em 1978 e nesta cidade fundou e dirigiu a Rádio Alvorada. Eleito primeiro suplente de senador pelo PDS em 1982, exerceu o mandato já filiado ao PFL quando Claudionor Roriz foi nomeado secretário de Saúde pelo governador Ângelo Angelim. Em 2004 foi eleito presidente da Fundação Cultural de Ji-Paraná, cargo exercido durante cinco anos.